# Jeune Chinoise
Jeune Chinoise, peinture aussi connue sous le titre familier de La Dame verte et souvent qualifiée de Mona Lisa kitsch est une œuvre de Vladimir Tretchikoff datant des années 1950.

## Histoire de l'œuvre
Cette peinture est devenue l'une de celles dont les reproductions se sont le mieux vendues. Elle représente une jeune Chinoise et est bien connue pour le ton inhabituel de la peau du personnage, vert-bleu irisé, qui lui a valu le titre familier de La Dame verte. Elle est la seconde œuvre que Tretchikoff a peinte sur ce thème, après que la première (réalisée avec un modèle différent) fut détruite lors d'un vol au studio de l'artiste en Afrique du Sud.
Le 20 mars 2013, la peinture s'est vendue près de 1,1 million d'euros ou de 1,5 million de dollars américains (y compris la commission) à la maison de vente aux enchères Bonhams, alors qu'une Américaine, Mignon Buhler, l'avait achetée à l'artiste pour 2 000 dollars à l'époque,. Elle a été achetée par le bijoutier britannique Laurence Graff. Depuis le 30 novembre 2013, elle est exposée au Delaire Graff Estate, près de Stellenbosch, en Afrique du Sud. 

## Modèle
Le modèle est une jeune fille de 17 ans, Monika Sing-Lee, qui travaillait dans la laverie de son oncle à Sea Point, en Afrique du Sud.

## L'œuvre dans la culture populaire
- La peinture est accrochée dans un salon dans le clip animé produit pour la chanson Young Folks du groupe Peter Bjorn and John[5].
- Elle figure au haut de l'escalier de la maison paroissiale dans la série télévisée Father Ted.
- Elle décore le salon du tueur Bob Rusk dans le film Frénésie d'Alfred Hitchcock.
- Elle figure dans plusieurs épisodes de la série télévisée Monty Python, dont un où on lui peint une moustache.
- Elle paraît dans l'appartement de Ruby, que Shelley Winters interprète dans le film Alfie le dragueur de 1966.
- Elle figure aussi dans le film Performance de 1970.
- Elle est accrochée dans le salon de David Bowie  dans le clip produit en 2013 pour la chanson The Stars (Are Out Tonight) de Bowie[6].
- En 1990, elle illustre la pochette de l'album Slap! de Chumbawamba[7].